# Ріхард Трінклер
Ріхард Трінклер (22 серпня 1950) — швейцарський велогонщик.
Срібний призер Олімпійських Ігор 1984 року в роздільній командній гонці, учасник 1976, 1980 років.